# Triomfboog van Orange
De Triomfboog van Orange (Frans: Arc de Triomphe d'Orange) is een triomfboog in Orange, Frankrijk. Het wordt vaak een triomfboog of zelfs een stadspoort genoemd maar het is het geen van beide. Een triomfboog kan alleen maar in Rome staan. Deze staat ook niet bij het begin van de stad en derhalve is het geen stadspoort. Het is een Romeins monument gebouwd tijdens de romanisering in Zuid-Frankrijk, toen was deze volop bezig. Het zou eerder een monument zijn geweest om de Galliërs ontzag in te boezemen en hen te tonen wie de baas is in de streek. Er staan geketende gevangenen op, waarschijnlijk  om de Galliërs te intimideren. Onderzoek heeft uitgewezen dat de boog gebouwd moet zijn tijdens de regeerperiode van Augustus. Hij is gebouwd over de voormalige via Agrippa, ter ere van de veteranen van de Gallische Oorlog, en het tweede legioen. Later werd de boog gereconstrueerd in opdracht van keizer Tiberius, ter ere van de overwinningen van Germanicus Julius Caesar op de Germanen in het Rijnland.
Op de boog staat een inscriptie van de oorspronkelijke naam van Orange (Colonia Julia Firma Secundanorum Arausio). Later kwam daar een inscriptie ter ere van Tiberius bij. De boog was oorspronkelijk gebouwd van grote blokken kalksteen. Hij heeft drie bogen, het centrale deel groter dan de twee buitenste zijden. Het geheel is 19,21 meter hoog en 8,40 meter breed. Elk gedeelte heeft twee halfzuilen in de Korinthische orde. Het ontwerp van de boog in Orange werd later gebruikt voor de Boog van Septimius Severus en de Boog van Constantijn in Rome.
De boog is versierd met reliëfs van diverse militaire onderwerpen, zoals zeeslagen en de strijd tegen Germanen en Galliërs. Op een van de afgebeelde veldslagen is een soldaat te zien die een schild, met daarop het wapen van het Legio II Augusta, vasthoudt.
Sinds 1981 staat de boog, samen met het Romeins theater van Orange op de werelderfgoedlijst van UNESCO.